# Batanovți
Batanovți (în bulgară Батановци) este un oraș în partea de vest a Bulgariei. Aparține de  Obștina Batanovți, Regiunea Pernik.

## Demografie
Componența etnică a orașului Batanovți
     Bulgari (96,73%)
     Nicio identificare (2,65%)
     Altele (0,83%)
La recensământul din 2011, populația orașului Batanovți era de 2.263 locuitori. Din punct de vedere etnic, majoritatea locuitorilor (96,73%) erau bulgari. Pentru 2,65% din locuitori nu este cunoscută apartenența etnică.